# Poligny (Aube)
 Poligny  es una población y comuna francesa, en la región de Champaña-Ardenas, departamento de Aube, en el distrito de Troyes y cantón de Bar-sur-Seine.

## Demografía
| 47 | 42 | 47 | 36 | 32 | 28 |
| Para los censos de 1962 a 1999 la población legal corresponde a la población sin duplicidades (Fuente: INSEE [Consultar]) |    |    |    |    |    |